# Tillandsia 'Tandur'
Tillandsia 'Tandur' es un  cultivar híbrido del género Tillandsia perteneciente a la familia  Bromeliaceae.
Es un híbrido creado en el año 1988 con la especie Tillandsia ixioides × Tillandsia stricta.